# Підгірне (Василівський район)
Підгі́рне (до 1947 року — Карачокрак) — село в Україні, у Василівській міській громаді Василівського району Запорізької області. Населення становить 925 осіб. До 2020 року орган місцевого самоврядування — Підгірненська сільська рада.

## Географія
Село Підгірне розташоване за 59 км від обласного центру та 8 км районного центру, на березі річки Карачокрак. Вище за течією примикає село Широке, нижче за течією на відстані 1 км розташоване місто Василівка. Поруч пролягає автошлях міжнародного значення М18E105. За 8 км від села розташована найближча залізнична станція Таврійськ.

## Історія
Село засноване 1786 року. 
Станом на 1886 рік у селі Карачокрак Василівської волості Мелітопольського повіту Таврійської губернії мешкало 713 осіб, налічувався 148 домогосподарств.
12 червня 2020 року, відповідно до розпорядження Кабінету Міністрів України № 713-р «Про визначення адміністративних центрів та затвердження територій територіальних громад Запорізької області», Підгірненська сільська рада об'єднана з іншими радами у Василівську міську громаду.
19 липня 2020 року, в результаті адміністративно-територіальної реформи та ліквідації колишнього Василівського району (1923—2020), село увійшло до складу новоутвореного Василівського району.

## Населення

### Мова
Розподіл населення за рідною мовою за даними :
| Мова            | Кількість | Відсоток |
| --------------- | --------- | -------- |
| українська      | 868       | 93.84%   |
| російська       | 52        | 5.62%    |
| вірменська      | 2         | 0.22%    |
| румунська       | 1         | 0.11%    |
| інші/не вказали | 2         | 0.21%    |
| Усього          | 925       | 100%     |

## Економіка
- ТОВ «Бекон-Січ».
- ВАТ «Василівський комбікормовий завод».

## Об'єкт соціальної сфери
- Середня загальноосвітня школа I—II ст.

## Релігія
- Храм Казанської Ікони Божої Матері

## Особистість
- Кравець Михайло Дементійович — Герой Радянського Союзу.